# Volkspolizei-Bereitschaft

Volkspolizei-Bereitschaftens tjänstetecken.

Volkspolizei-Bereitschaft, Kasernierte Einheiten des Ministeriums des Innern, utgjordes av värnpliktiga vilka fullgjorde sin första tjänstgöring i Volkspolizei-Bereitschaften och andra stående förband. De motsvarade de sovjetiska inrikestruppernas särskilda motoriserade bataljoner.

## Värnpliktiga

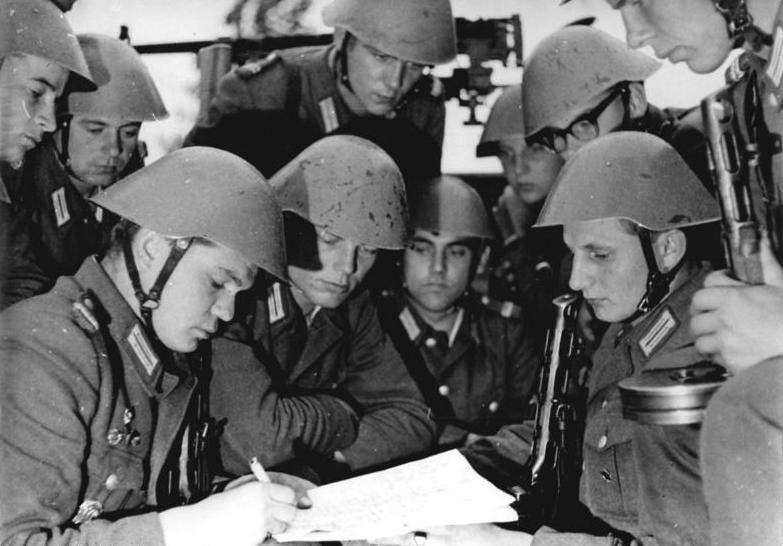
Personal från beredskapspolisen när Berlinmuren byggdes.

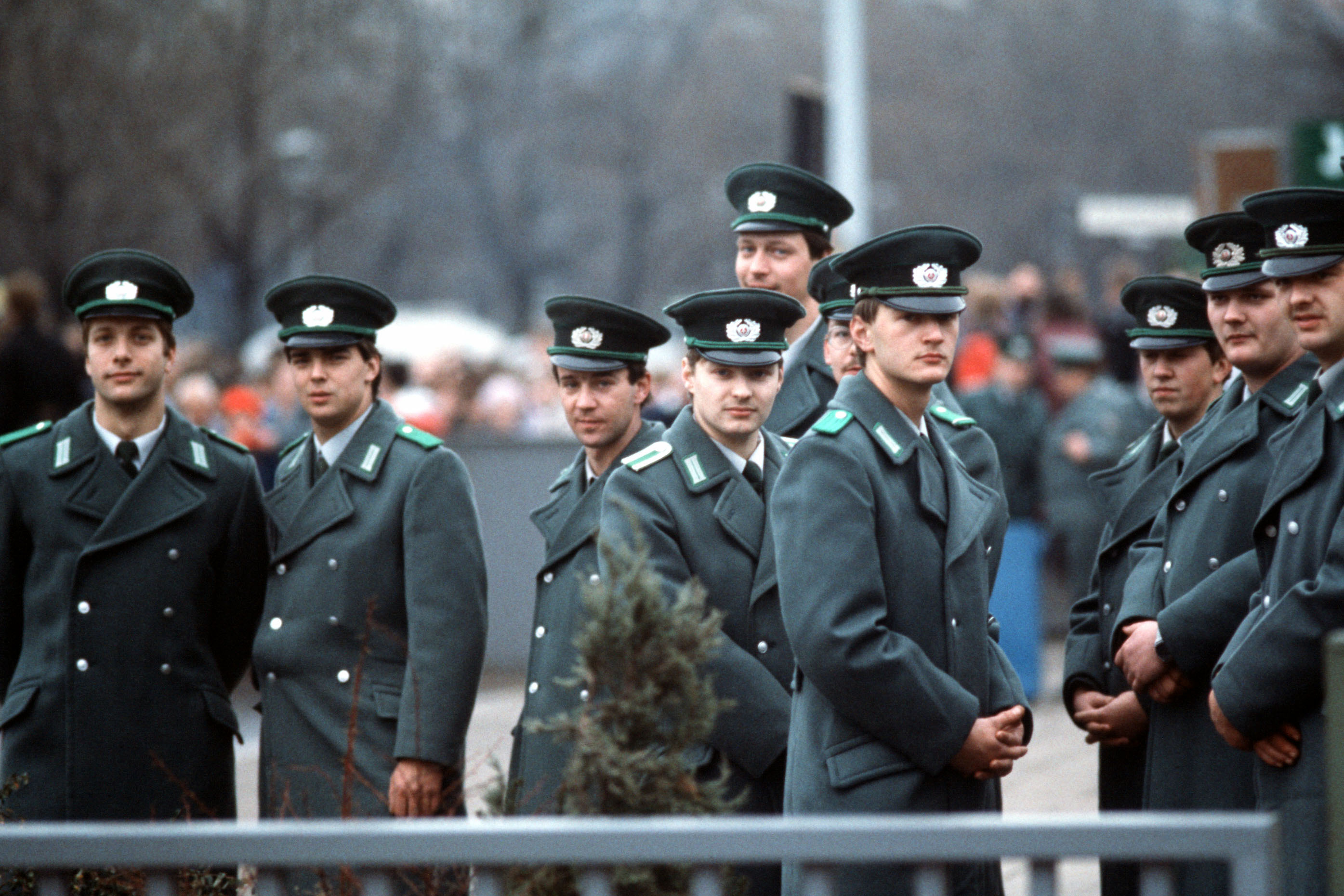
Beredskapspoliser från Volkspolizei-Bereitschaft i Berlin 1989.

De värnpliktiga vilka tjänstgjorde vid inrikesministeriets kasernerade förband inkallades genom de militära mönstringsorganen och krigsplacerades efter den första tjänstgöringen i Nationale Volksarmee.

## Organisation

### Under vice inrikesministern
- 21 beredskapsbataljoner (Volkspolizei-Bereitschaften)

Varje beredskapsbataljon bestod av följande enheter:
- Två skyttekompanier utrustade med lastbilar.
- Ett mekaniserat kompani utrustat med pansarskyttefordon.
- Ett tungt kompani med pansarvärns- och luftvärnsartilleri samt tunga granatkastare.
- Ett stabskompani, för ledning och underhåll.

### Under förste ställföreträdande stabschefen
- Tjänsteställe Blumberg (inrikesministeriets krigstida grupperingsplats)
- Säkerhetsbataljon

### Övriga förband
- Sju transportpoliskompanier
- Sambandsbataljonen
- Inrikesministeriets helikopterförband
- 9. kompaniet (specialförband för terrorismbekämpning)
- 10. kompaniet (underhållskompani)

Källa: 

## Uniform
Vid fälttjänst bars folkarméns fältdräkt med gröna axelklaffar. Vid ordningstjänst bars folkpolisens uniform med ljusgröna kragspeglar, passpoaler och underlag till gradbeteckningarna.

## Tjänstegrader
| VP-Bereitschaften                                                             | Motsvarighet i Nationale Volksarmee | Motsvarighet i svenska armén före 1972 |
| ----------------------------------------------------------------------------- | ----------------------------------- | -------------------------------------- |
| Manskap                                                                       |                                     |                                        |
| Anwärter                                                                      | Soldat                              | Menig                                  |
| Unterwachtmeister                                                             | Gefreiter                           | Menig                                  |
| Wachtmeister                                                                  | Stabsgefreiter                      | Vicekorpral                            |
| Underbefäl                                                                    |                                     |                                        |
| Oberwachtmeister der VP                                                       | Unteroffizier                       | Korpral                                |
| saknade motsvarighet i folkpolisen                                            | Unterfeldwebel                      | Furir                                  |
| Hauptwachtmeister der VP                                                      | Feldwebel                           | Överfurir                              |
| Meister der VP                                                                | Oberfeldwebel                       | Överfurir                              |
| Obermeister der VP                                                            | Stabsfeldwebel                      | Rustmästare                            |
| Underofficerare                                                               |                                     |                                        |
| Någon motsvarighet till underofficerare (Fähnriche) fanns inte i folkpolisen. |                                     |                                        |
| Officerare                                                                    |                                     |                                        |
| Unterleutnant                                                                 | Unterleutnant                       | Fänrik                                 |
| Leutnant                                                                      | Leutnant                            | Löjtnant                               |
| Oberleutnant                                                                  | Oberleutnant                        | Löjtnant                               |
| Hauptmann                                                                     | Hauptmann                           | Kapten                                 |
| Major                                                                         | Major                               | Major                                  |
| Oberstleutnant                                                                | Oberstleutnant                      | Överstelöjtnant                        |
| Oberst                                                                        | Oberst                              | Överste                                |